# Депозит (Менандар)
Депозит (грч. Παρακαταθήκη) наслов је једне комедије грчкога песника Менандра, који је деловао у оквиру нове атичке комедије. Фрагмент овога комада сачуван је на папирусу.